# Ulrich Boom
Ulrich Boom (ur. 25 września 1947 w Alsstätte) – niemiecki duchowny rzymskokatolicki, biskup pomocniczy Würzburga w latach 2009–2024.

## Życiorys
Święcenia kapłańskie otrzymał 25 lutego 1984 i został inkardynowany do diecezji würzburskiej. Pracował przede wszystkim jako duszpasterz parafialny, był także dziekanem dekanatu Lohr oraz przewodniczącym krajowej rady katechetycznej (1991-2003, w latach 2003-2008 wiceprzewodniczący).
6 grudnia 2008 papież Benedykt XVI mianował go biskupem pomocniczym diecezji würzburskiej, ze stolicą tytularną Sullectum. Sakry biskupiej udzielił mu bp Friedhelm Hofmann.
25 marca 2024 papież Franciszek przyjął jego rezygnację z urzędu złożoną ze względu na wiek.